# SS Personalhauptamt
La Oficina Central de Personal de las SS (en alemán: SS-Personalhauptamt) (SS PHA)era la oficina central de archivos para todos los oficiales y potenciales oficiales de las SS en la Alemania nazi.

## Formación
La Personalhauptamt fue responsable de mantener los registros del servicio de todo el personal de las Waffen-SS y las Allgemeine-SS. Sin embargo, no guardaba extensos detalles  de miembros SS no inscritos o de rango. Del mismo modo, no fue responsable de las promociones o citas. 
Su sede central se encontraba originalmente en Wilmersdorfer Straße, en Berlín, pero en 1943 la campaña de bombardeos aliados sobre la capital alemana obligó a los diversos departamentos de la Personalhauptamt a reubicarse por toda la Alemania nazi.

## Organización
Las SS-Personalhauptamt constaban de dos departamentos principales (alemán: Ämter o Amtsgruppen). Éstos eran:
- Amt für Führerpersonalien (Oficina de Archivos de Personal)
- Amt für Führernachwuchs (Oficina de Candidatos a Oficiales)

La Oficina de Archivos de Personal se dividía a su vez, en tres subdepartamentos:
- Amtsgruppe A

1. Amt I Zentralkartei (Archivos Centrales)
2. Amt II Führernachwuchs und Schulen (Premios y Escolarización)
3. Amt III Disziplinar- und Ehrenangelegenheiten (Disciplina y honores)

- Amtsgruppe B (Oficina de Personal de las Allgemeine-SS)
- Amtsgruppe C (Oficina de Personal de las Waffen-SS)

## Legado
La sede principal de Berlín de la Personalhauptamt fue bombardeada varias veces durante la Segunda Guerra Mundial, pero la mayoría de los registros de las SS sobrevivieron al colapso de la Alemania nazi. Por esa razón, los archivos del personal de las SS se han convertido en un recurso muy valioso para los historiadores.